# Rādhā
(Jayadeva, Gitāgovinda, 92 (IV, 6, 1-4); trad. Giuliano Boccali)

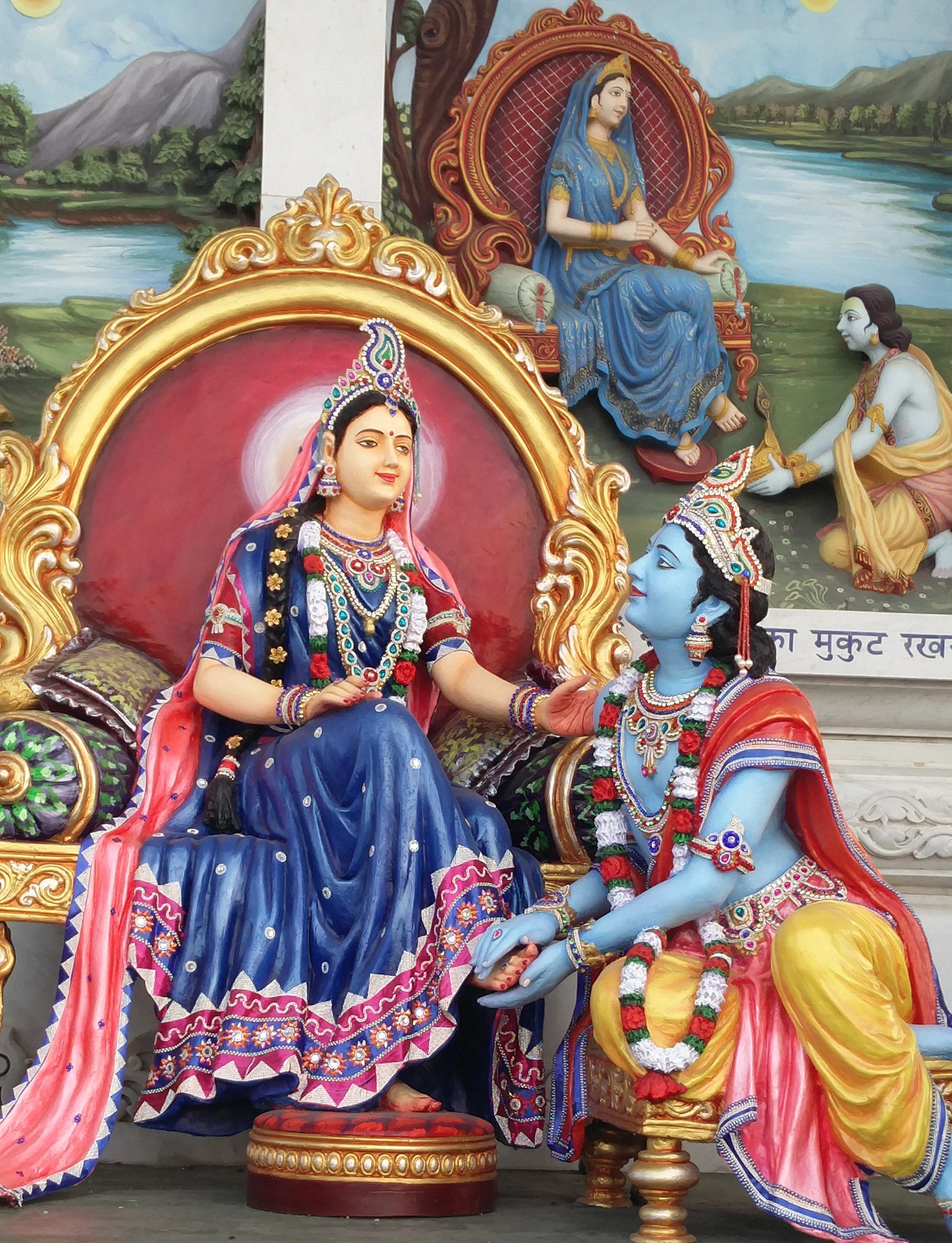
Raffigurazione di Rādhā mentre disegna l'immagine del suo amato Kṛṣṇa (XIX secolo).

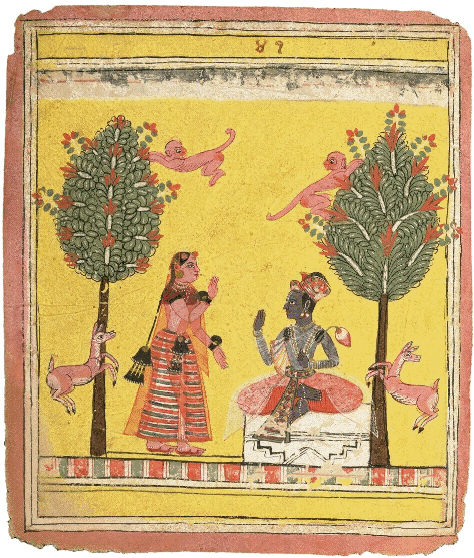
Dipinto di Rādhā e Kṛṣṇa (XVII secolo)

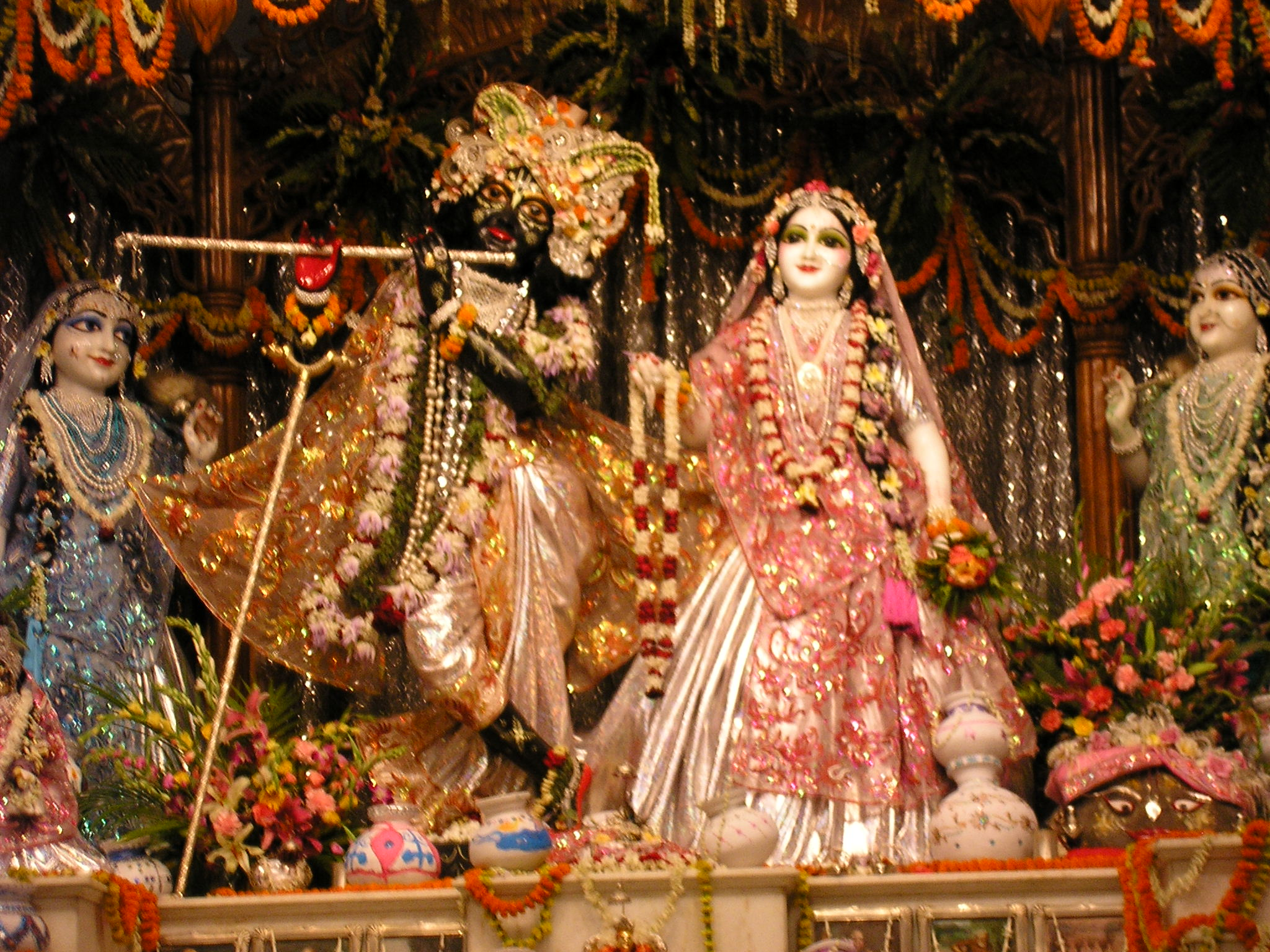
Altare contemporaneo con la coppia Rādhā-Kṛṣṇa messi fianco a fianco (yugala-mūrti)

Nella religione induista, Rādhā (anche con il nome più arcaico di Rādhikā; anche Rādhārāṇī) è una gopī, una pastorella del villaggio di Vṛndāvana, compagna eterna del dio Kṛṣṇa, considerato nelle teologie viṣṇuite/kṛṣṇaite come la persona suprema, il Bhagavat.
(Donna Marie Wulff, Rādhā, in "Enciclopedia delle religioni", vol.9; Milano, Jaca Book, 2006, p. 299)
Secondo alcuni racconti poetico-religiosi hindū, segnatamente bengalesi, Rādhā è la moglie del pastore Āyāna. Un altro pastore di Vṛndāvana, di nome Nanda, alleva il piccolo Kṛṣṇa, il quale divenuto giovinetto amoreggia con molte gopī, figlie e mogli dei pastori, tra cui, la principale, è Rādhā.
Nell'articolata simbologia teologica hindū, Rādhā rappresenta la totale devozione per Dio, Kṛṣṇa, e l'abbandono, amoroso e incondizionato, a lui (prema bhakti), sentimento che, nella visione viṣṇuita, rappresenta il più alto principio dell'intero universo. Tale forma di abbandono amoroso è governato dalla potenza del "piacere" (s. m. hlāda, hlādinī) spirituale e trascendente. In questo senso, per alcune teologie la stessa Rādhā è una manifestazione di Dio, Kṛṣṇa, ovvero della sua potenza quando egli intende manifestare il "piacere", e tale manifestazione va intesa come atemporale.
L'amore spirituale di Rādhā verso Kṛṣṇa, ma adultero nei confronti del proprio marito terreno, viene reso come la metafora dell'amore più elevato, perché solo l'amore tra gli amanti che nulla si devono l'un l'altro, a differenza di quello coniugale mediato per mezzo di un accordo, è inteso come il più puro.

## Origini e sviluppi
Non si hanno notizie certe sull'origine di questa figura mitologica e religiosa. La fonte più antica consiste in una serie di versi resi in sanscrito, pracritico e apabrahṃśa, che dimostrerebbe come intorno alla fine del millennio ella era già celebrata come compagna di Kṛṣṇa.
Nel XII secolo il poeta bengalese Jayadeva, immortala la figura di Rādhā e del suo amore per Kṛṣṇa nello splendido poema del Gītagovinda:
naktam bhīruḥ ayam tvam eva tat imam rādhe gṛham prāpaya

ittham nanda-nideśataḥ calitayoḥ prati-adhva-kuñja-drumam

rādhā-mādhavayoḥ jayanti yamunā-kūle rahaḥ-kelayaḥ»
(Jayadeva, Gitāgovinda, I, 1-4; traduzione di Giuliano Boccali, Milano, Adelphi, 1982, p.37)
Con il tempo Rādhā assimilerà il medesimo ruolo della paredra di Viṣṇu, Lakṣmī, soprattutto come mediatrice tra le anime e la Persona suprema, Dio.
(Donna Marie Wulff, Rādhā, in "Enciclopedia delle religioni", vol.9; Milano, Jaca Book, 2006, p. 301)
Con il mistico bengalese del XVI secolo Caitanya si avvierà l'adorazione della coppia Rādhā-Kṛṣṇa messi fianco a fianco  (yugala-mūrti).